# Coleosanthus pinifolius
Coleosanthus pinifolius là một loài thực vật có hoa trong họ Cúc. Loài này được (Gardner) Kuntze mô tả khoa học đầu tiên năm 1891.